# Hadrosauridae
Die Hadrosauridae (auch Hadrosaurier oder Entenschnabelsaurier) sind eine systematische Gruppe (Taxon) pflanzenfressender Vogelbeckendinosaurier der späten Kreidezeit. Sie gehörten zu den erfolgreichsten Dinosauriern, bis heute sind rund 35 Gattungen nachgewiesen.

## Morphologie

### Allgemeines
Hadrosaurier besaßen verbreiterte und abgeflachte Schnauzen (entenschnabelähnlich, daher der deutsche Name) mit Hornschneiden. Ihre Bezahnung wies viele Ähnlichkeiten zu Iguanodonten auf, doch sie besaßen pro Zahnreihe mehr Einzelzähne und jede Zahnposition verfügte über ein Magazin von fünf Ersatzzähnen. Dadurch wurde eine lange, schmale sekundäre Kaufläche ermöglicht, welche in Verbindung mit speziellen Mahlbewegungen ein gutes Zerkauen der Pflanzennahrung gewährleistete. Die Hinterbeine waren sehr stark entwickelt, doch zeigten Hadrosaurier wohl eine große Tendenz zu quadrupeder (vierbeiniger) Fortbewegung. Nur bei schnellem Lauf während der Flucht liefen sie biped auf ihren Hinterbeinen.
Vermutlich wuchsen die Hadrosaurier mit ähnlicher Geschwindigkeit wie Großsäuger. Die Gattung Maiasaura hatte ihre volle Größe wohl in sechs bis acht Jahren erreicht.
In der Hell-Creek-Formation im US-Bundesstaat North Dakota wurde 1999 die versteinerte Mumie („Dakota“) eines Edmontosaurus gefunden. Der hervorragende Erhaltungszustand verhalf zu grundlegenden neuen Erkenntnissen über die Weichteilanatomie (Haut, Muskulatur) und Biologie der Dinosaurier.

### Schädel der Lambeosaurier
Die Lambeosaurier unterschieden sich speziell im Aufbau des Schädels von anderen Hadrosauriern: Sie hatten röhrenförmige, kammähnliche Strukturen, welche aus Prämaxillaria und Nasalia gebildet wurden. Sie dienten vermutlich dazu, trompetenähnliche Laute zu erzeugen. Größendimorphismus der „Trompete“ zwischen den Geschlechtern legt nahe, dass er beim Balzverhalten eine Rolle gespielt hat.

## Lebensweise
Über die Lebensweise von Hadrosauriern ist aufgrund guter Funde viel mehr bekannt als über die anderer Dinosaurier. Wahrscheinlich lebten sie in großen Gruppen und zeigten ein Sozialverhalten, welches dem der heutigen Huftiere glich. Über die Ernährung von Hadrosauriern ist man unter anderem durch einen Anatosaurus-Fund gut unterrichtet, welcher heute im Frankfurter Senckenberg-Museum ausgestellt ist: In seinem Magen wurden große Mengen Koniferennadeln gefunden.

## Systematik
Hadrosaurier sind die phylogenetisch höchstentwickelten Ornithopoden und bilden eine Schwestergruppe der Iguanodontia. Sie stammen nicht voneinander ab, dies ist durch viele Parallelen im Körperbau belegt. Nach dem Körperbau des Hadrosauriers Camptosaurus prestwichi aus dem Kimmeridgium wird vermutet, dass sich die Hadrosaurier schon zu diesem Zeitpunkt abgespalten hatten. Nach aller Wahrscheinlichkeit ist Cedrorestes der älteste Hadrosaurier, der vor ca. 130 Mio. Jahren in Spanien lebte. Daraus folgert ein paläogeographisches Verbreitungsmuster, nach dem Iguanodontiden vor der Kreide Asien noch nicht besiedelt hatten. Dort haben sich die Hadrosaurier entwickelt.
Diese These passt jedoch nicht vollkommen mit anderen Nachweisen zusammen, so etwa Fossilien im Jura Chinas. Klar definierte Hadrosaurier sind auch mit Gilmoreosaurus und Bactrosaurus erst ab der Oberkreide bekannt. Die Hadrosaurier, die in ihrer Morphologie den Iguanodontiden am meisten gleichen, sind Probactrosaurus und Ouranosaurus.
Die Monophylie der Hadrosaurier wird aufgrund vieler Autapomorphien derzeit kaum angezweifelt.

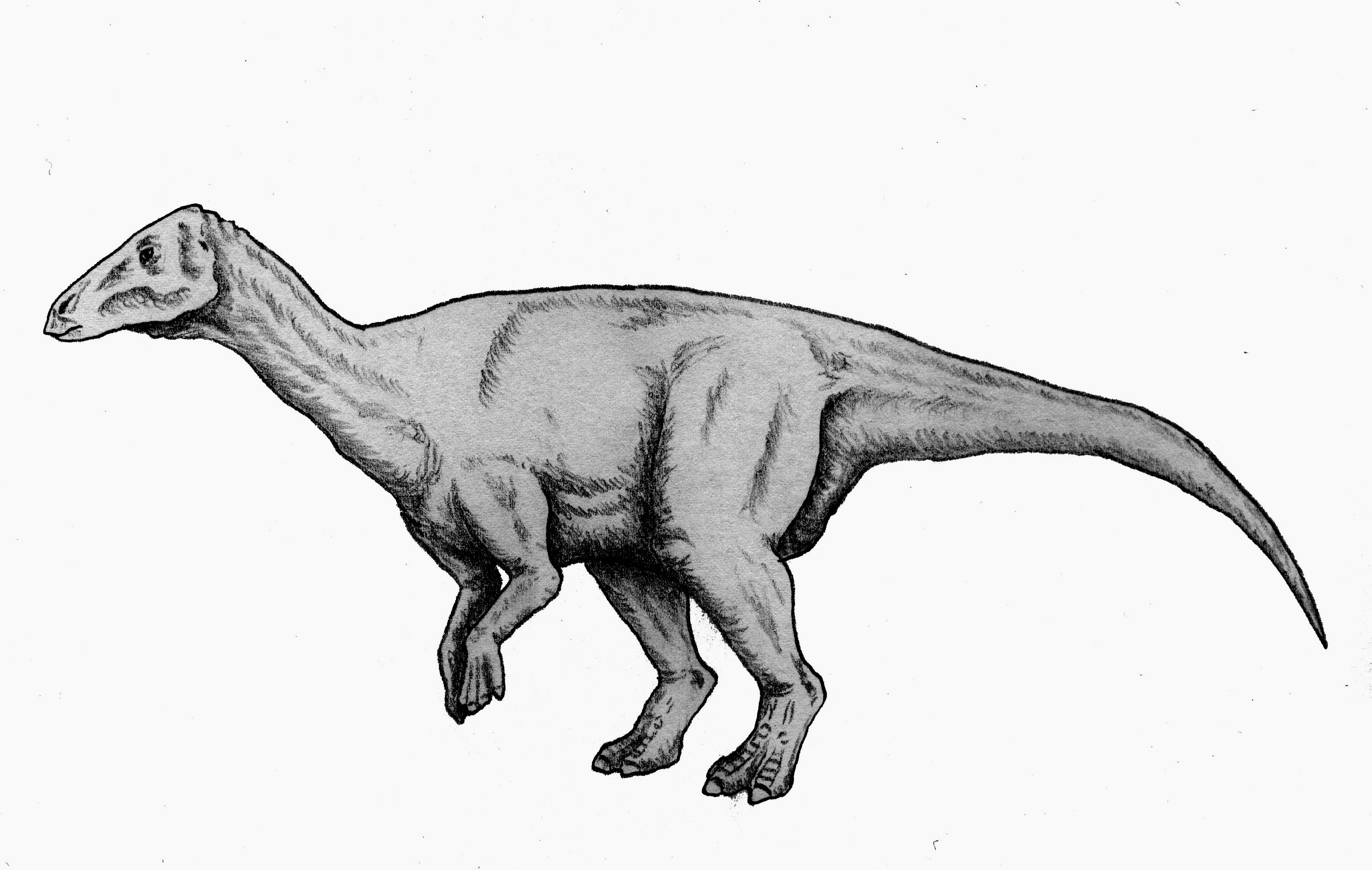
Telmatosaurus

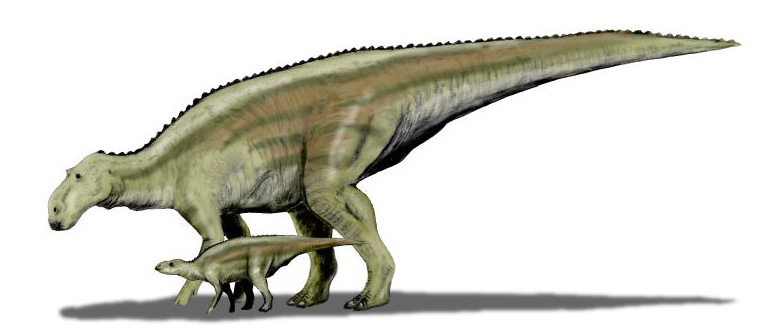
Maiasaura

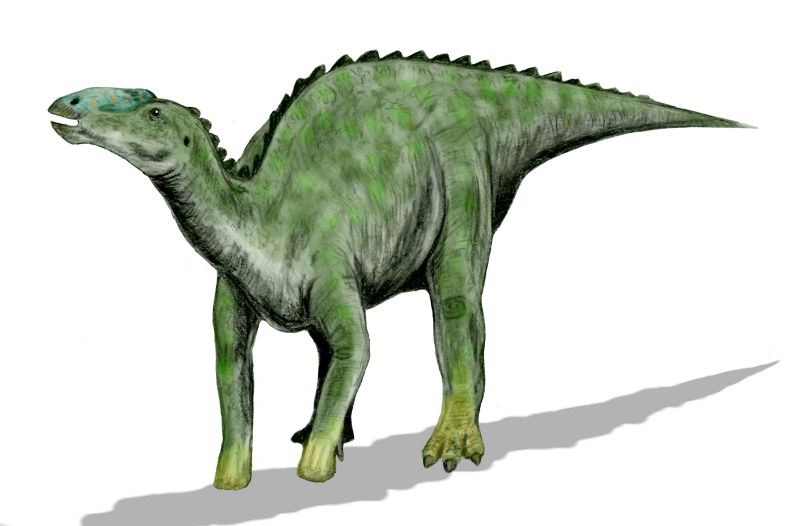
Kritosaurus

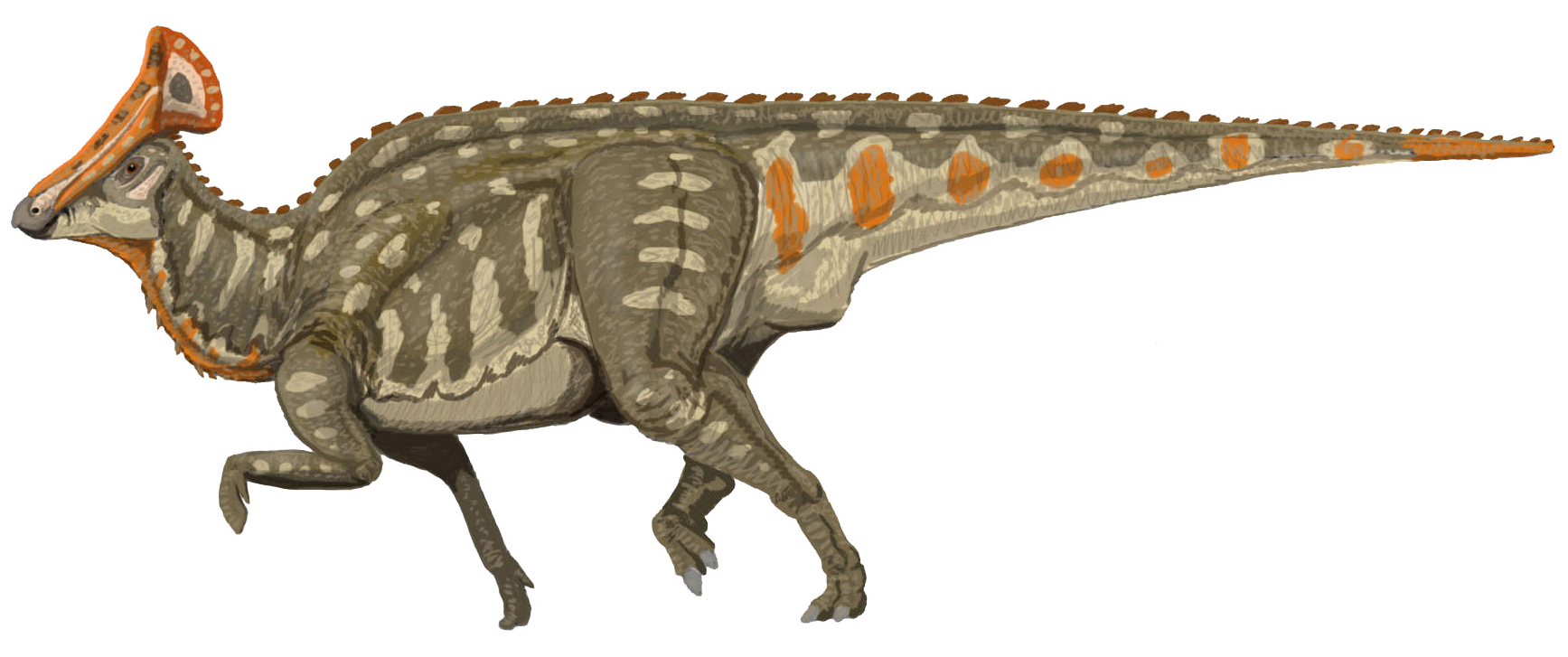
Olorotitan

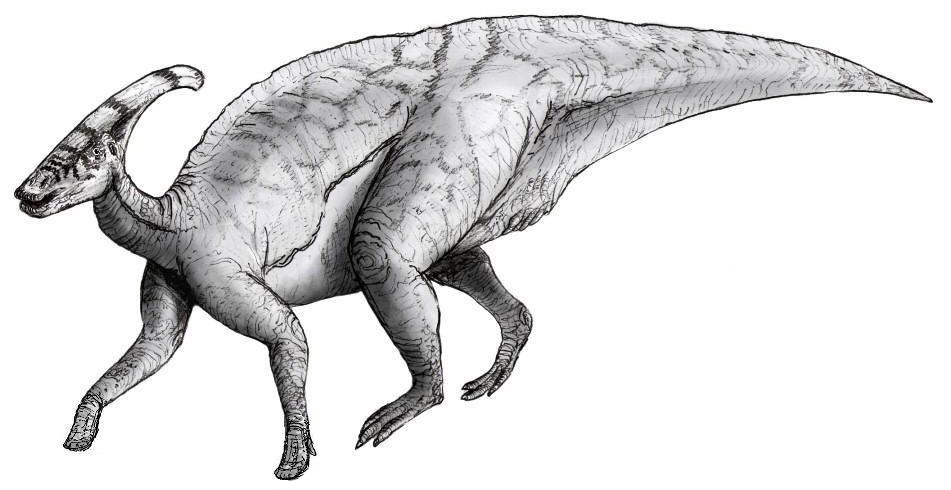
Parasaurolophus

Taxa sind unter anderem:
- Hadrosauridae
  - Cedrorestes
  - Bactrosaurus
  - Claosaurus
  - Gilmoreosaurus
  - Secernosaurus
  - Tanius
  - Telmatosaurus
  - Tethyshadros
  - Euhadrosauria
    - Hadrosaurinae
      - Anasazisaurus
      - Aralosaurus
      - Brachylophosaurus
      - Edmontosaurus
      - Gryposaurus
      - Hadrosaurus
      - Kritosaurus
      - Lophorhothodon
      - Maiasaura
      - Naashoibitosaurus
      - Probrachylophosaurus[6]
      - Prosaurolophus
      - Saurolophus
      - Shantungosaurus

    - Lambeosaurinae
      - Ajnabia[7]
      - Amurosaurus
      - Barsboldia
      - Charonosaurus
      - Corythosaurus
      - Hypacrosaurus
      - Jaxartosaurus
      - Lambeosaurus
      - Nipponosaurus
      - Olorotitan
      - Parasaurolophus
      - Tsintaosaurus
      - Ugrunaaluk[8]
      - Velafrons